# Prösitz

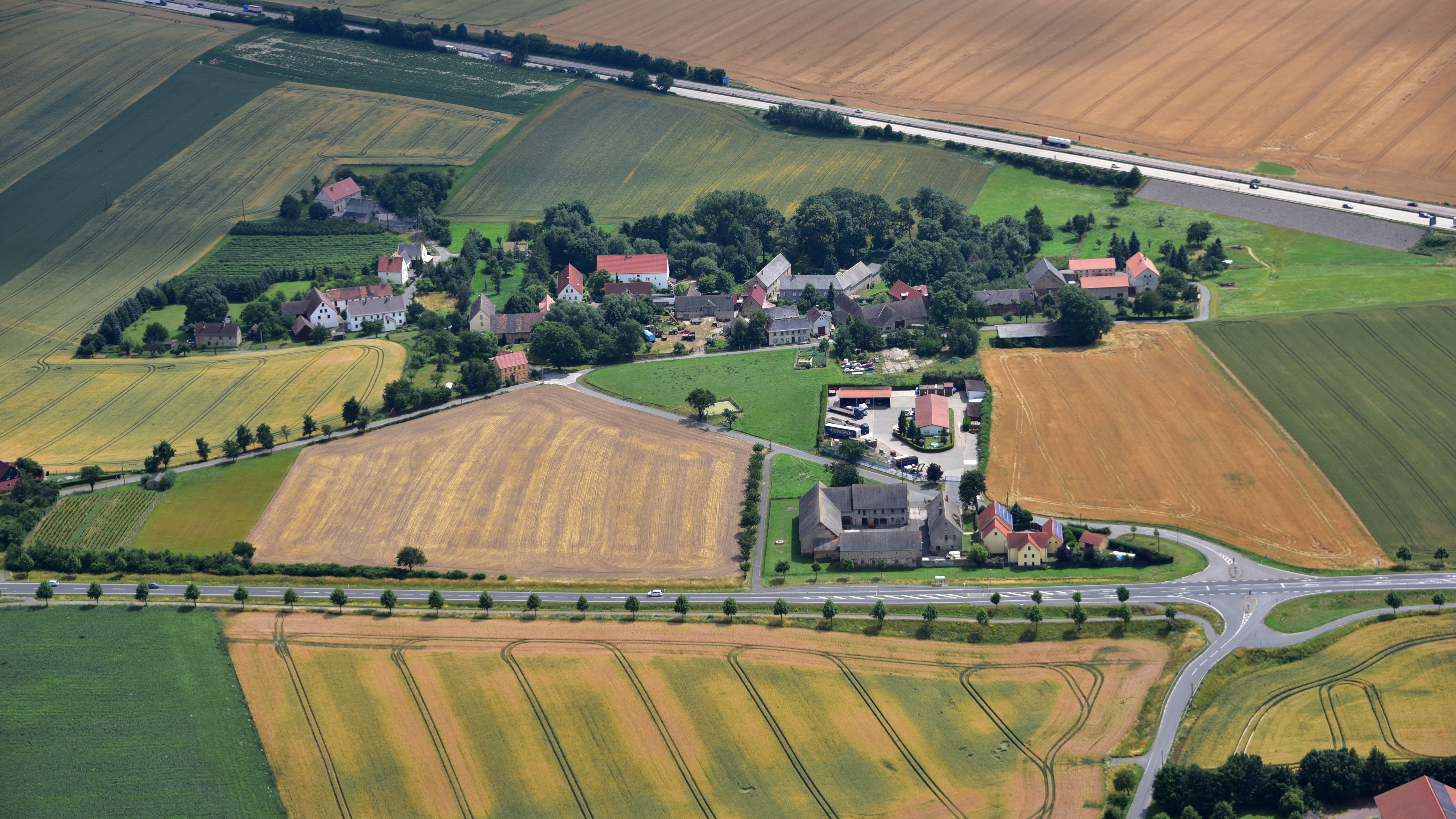
Prösitz, Luftaufnahme (2017)

Prösitz ist ein Dorf im Landkreis Leipzig in Sachsen. Politisch gehört der Ort seit 2012 zu Grimma. Er liegt an der Staatsstraße S 38 zwischen Mutzschen und Pöhsig.
Urkundlich wurde Prösitz 1378 das erste Mal als „Bres“ genannt. Weitere Nennungen waren:
- 1414: Brees
- 1421: Wreß
- 1446: Breß
- 1570: Presitz
- 1791: Brösitz, oder Brees
- 1875: Prösitz (Pröhsitz, Brösitz)

Am 1. Januar 1952 wurden Gastewitz, Jeesewitz und Köllmichen nach Prösitz eingemeindet, die Gemeinde Prösitz am 1. Januar 1993 wiederum nach Mutzschen. Mit Eingemeindung von Mutzschen nach Grimma am 1. Januar 2012, ist Prösitz seither ein Gemeindeteil von Letzterem.

## Entwicklung der Einwohnerzahl
| Jahr    | Einwohnerzahl                           |
| ------- | --------------------------------------- |
| 1548/51 | 9 besessene Mann, 11 Inwohner, 16 Hufen |
| 1764    | 9 besessene Mann, 2 Häusler, 16 Hufen   |
| 1834    | 124                                     |
| 1871    | 146                                     |

| Jahr | Einwohnerzahl |
| ---- | ------------- |
| 1890 | 146           |
| 1910 | 128           |
| 1925 | 116           |
| 1939 | 127           |

| Jahr   | Einwohnerzahl |
| ------ | ------------- |
| 1946   | 189           |
| 1950   | 515           |
| 1964 1 | 375           |
| 1990 1 | 235           |